# Hoplitódromo

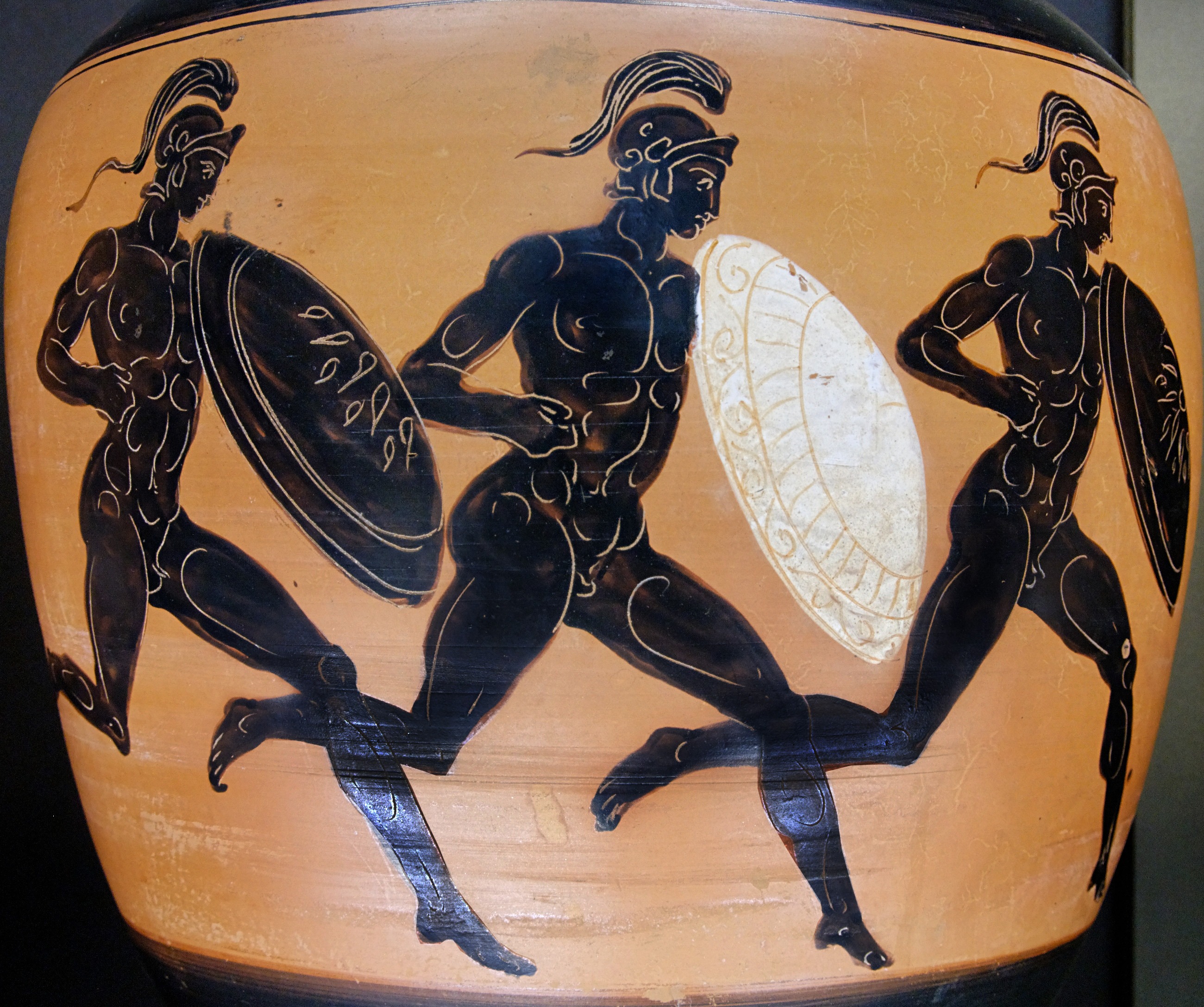
Hoplitas a correr.

Hoplitódromo (do grego hoplítés, "armado" e dromos, "corrida") foi uma modalidade de corrida da Grécia Antiga em que os participantes competiam vestidos com a panóplia, mas sem a couraça. Foi incorporada ao 65° Jogos Olímpicos no ano de 520 a.C. e a outros Jogos Pan-helênicos em 498 a.C. O primeiro vencedor olímpico foi Damareto de Heraea.
Os hoplitas competiam portando um escudo, elmo e cnêmides, sendo que o uso das grevas acabou abolido após 450 a.C. O prêmio do vencedor era de valor simbólico em vez financeiro, e consistia na tradicional coroa de oliveira. Longe de ser meramente esportivo, encontros com arqueiros de elite do exército persa talvez foram um incentivo à criação do hoplitódromo, já que este deixava a infantaria treinada e mais ágil para manobras evasivas. Ademais, a distância de 400 metros inicialmente adotada na competição coincide com a área de disparo das flechas inimigas.